# Phaeophyscia confusa
Phaeophyscia confusa är en lavart som beskrevs av Moberg. Phaeophyscia confusa ingår i släktet Phaeophyscia och familjen Physciaceae.   Inga underarter finns listade i Catalogue of Life.